# 砧下浄水所
砧下浄水所（きぬたしもじょうすいじょ）は、東京都世田谷区の浄水場。東京市への配水を担う澁谷町水道の浄水場として1923年に竣工し、戦前・戦後を通して東京市に配水を続けてきた。

## 前史
明治時代、日清戦争・日露戦争を経て東京市は爆発的な経済発展を遂げており、人口の増加に伴い、水道の整備が急務であった。政府は1909年（明治42年）、中島鋭治博士らに水道需要と建設の計画策定に関わる調査を委託した。これが、我が国において大規模な近代水道を整備する始まりとなった。後に水道整備を加速するため、内務省による水道条例の改正が1913年（大正2年）に行われた。それまでの水道条例では、たとえ民間水道会社が水道を敷設したとしても、一定期間後に当該市町村に水道を移譲しなくてはならない条件がつけられていた。このため、それまで民間水道会社の設立・参入には消極的な向きもあったが、所定期間後の移譲を有償にする等の改正によって、民間水道会社の設立が促された。これにより最も古いのが玉川水道（株）であり、澁谷町水道は二番目である。結局私営は三つにとどまり、公営企業も1932年（昭和7年）の東京市大合併に合わせて東京都水道局に吸収された。

## 計画〜竣工
砧下浄水場は、駒沢給水所とともに、大正6年に計画がなされ、1921年（大正10年）に着工、1923年（大正12年）に竣工した（渋谷町水道の竣工はその翌年の1924年）。設計者は中島鋭治工学博士。

## 諸元
今もなお大正の面影を残す世田谷区及び渋谷区に給水する砧下浄水所は、渋谷町水道として1923年に建設された。その後、1932年（昭和7年）に東京市に引き継がれた。
施設能力は日量7万 m3、ろ過池総面積は約9344 m3である。現在取水は立型集水井1基、集水埋渠4本により、多摩川の伏流水（地下水）を原水として行っている。また浄水設
備が更新され、緩速ろ過方式から能率の良い膜ろ過方式に切り替えられている。『東京近代水道百年史 部門史』刊行時点においては、鞭毛藻類の繁殖防止のため表面に遮光ネットが張られている。

## 影響・評価
駒沢給水所を経て給水された区域は、東京市豊多摩郡渋谷町（現在の東京都渋谷区南部）全域。1日の給水量上限は、一人当たり110リットルだったとされる。大正時代初期から急激に人口が増えた渋谷町のライフラインとして、戦前〜戦後の長らくにわたって役割を果たした。
2008年2月、世田谷区第2回地域風景資産に選定された。

## ギャラリー

砧下浄水所 建設中
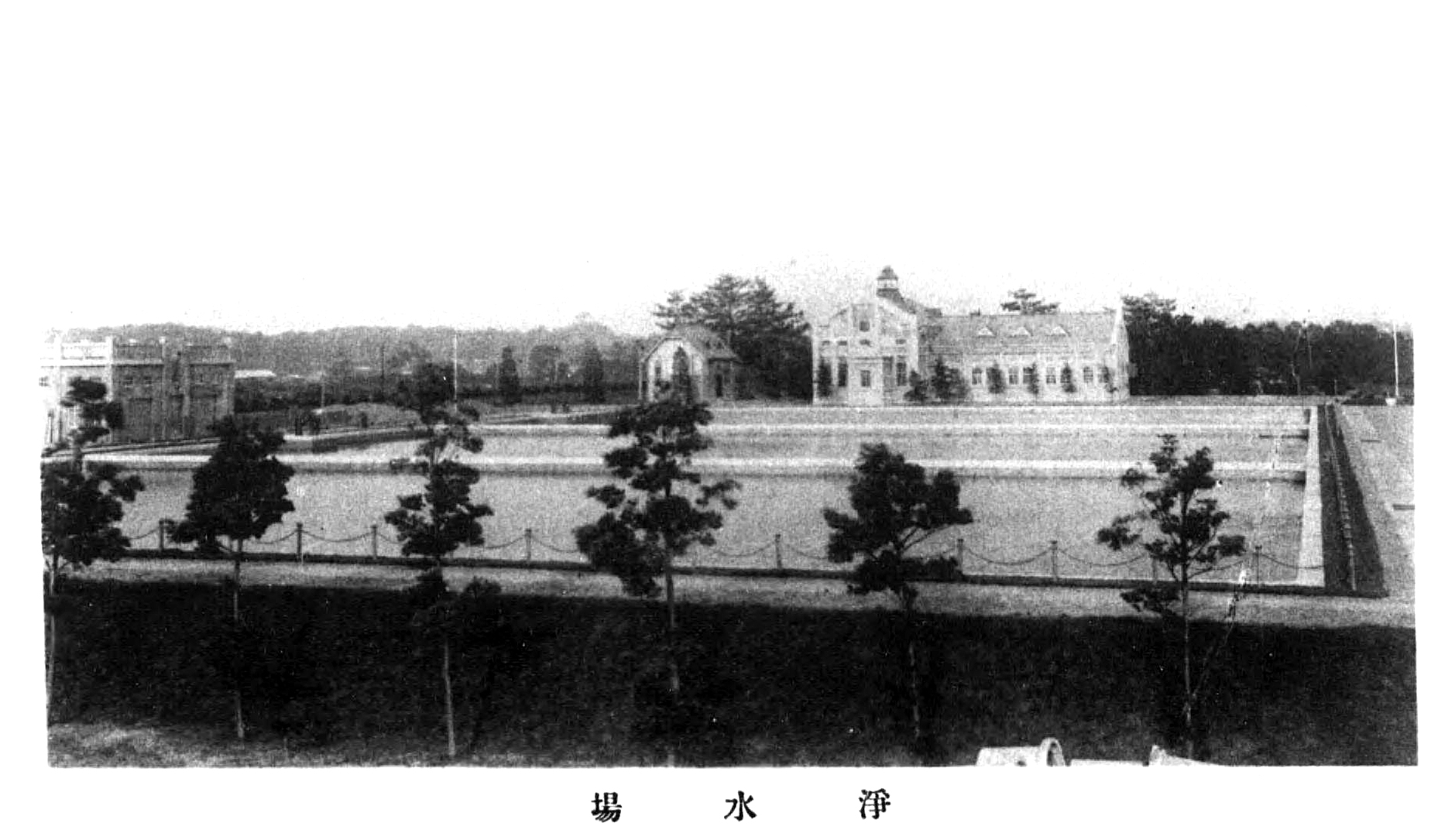
砧下浄水所 昭和2年
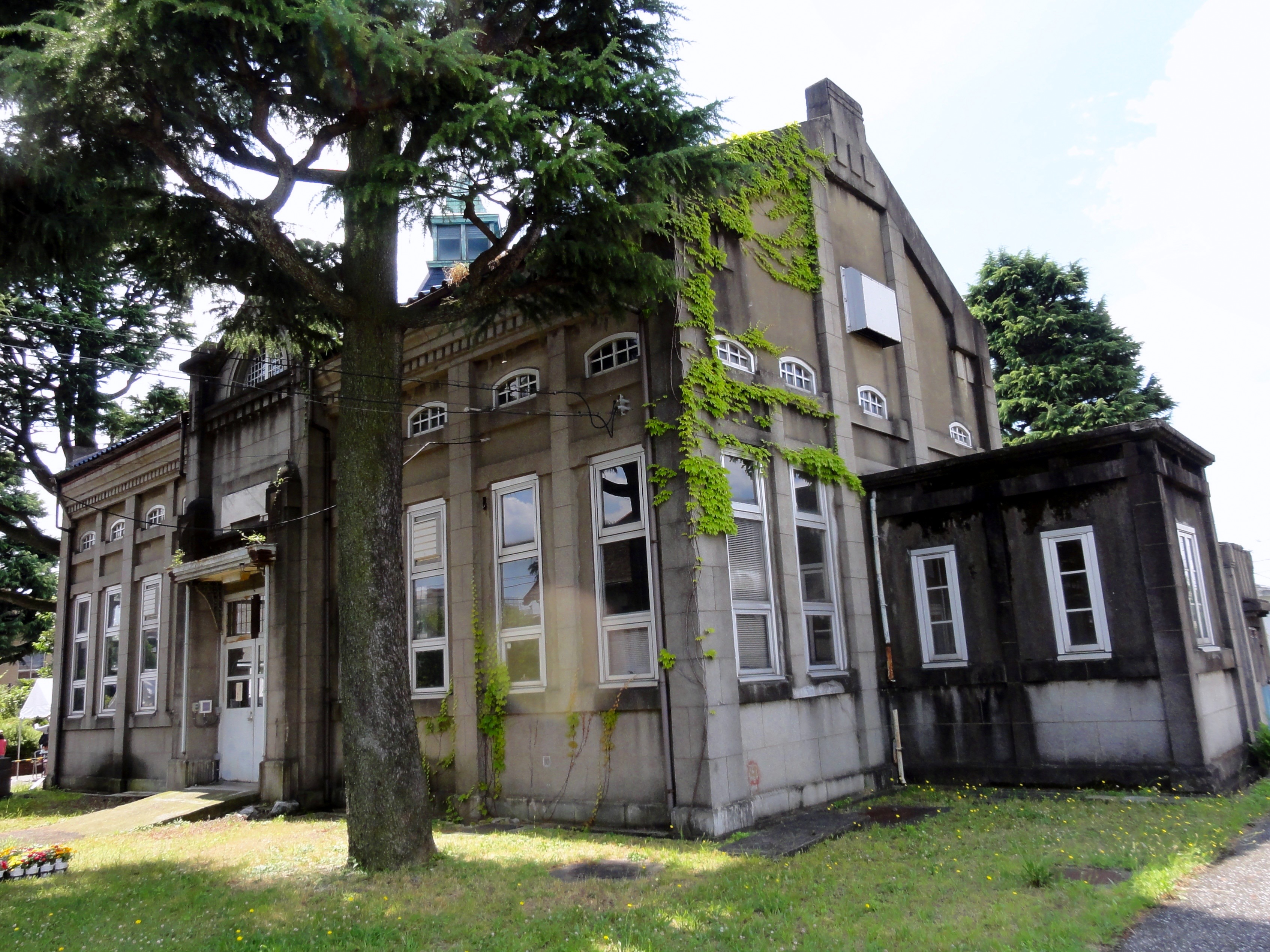
第一送水ポンプ所の全体
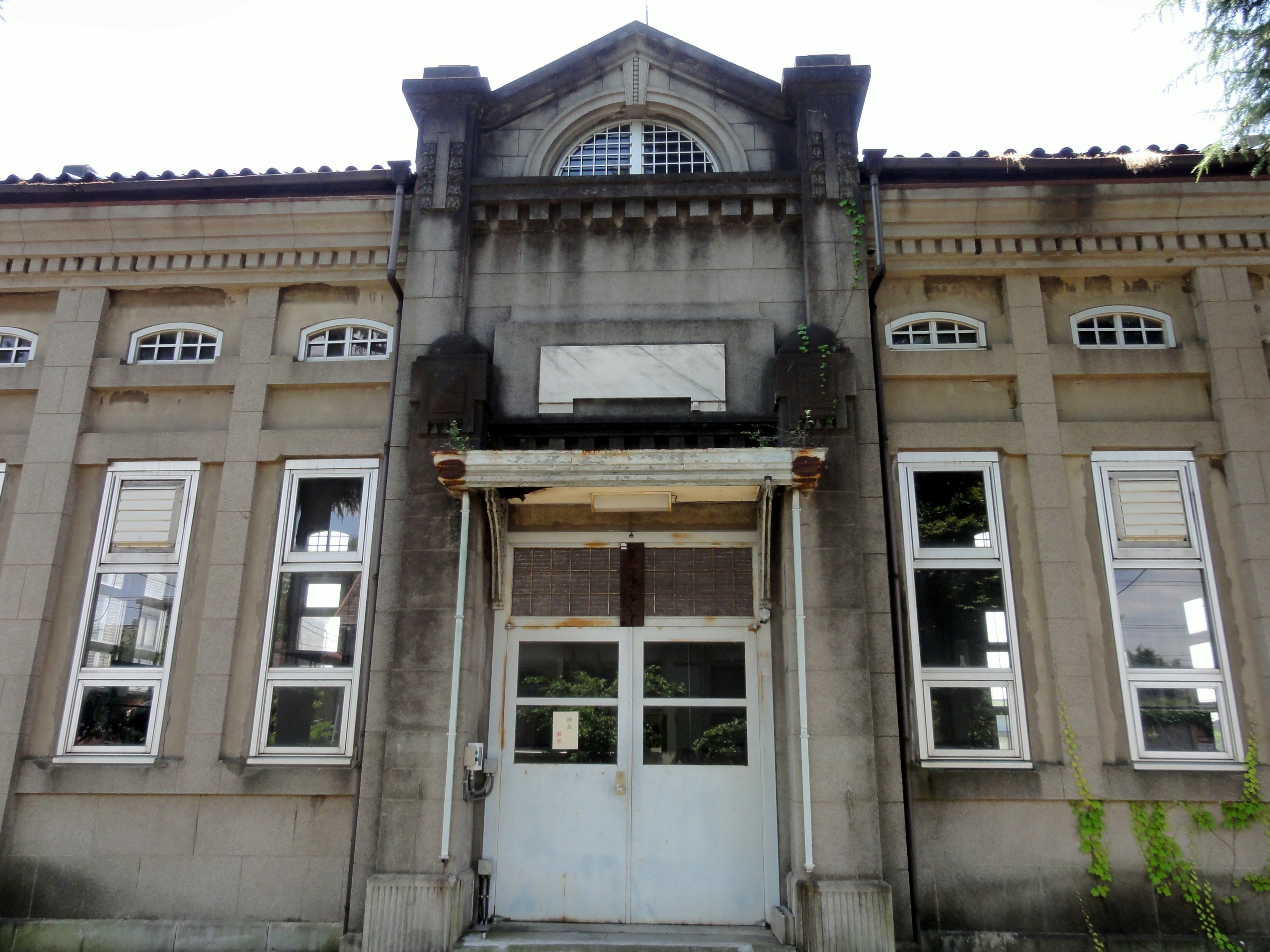
第一送水ポンプ所入口
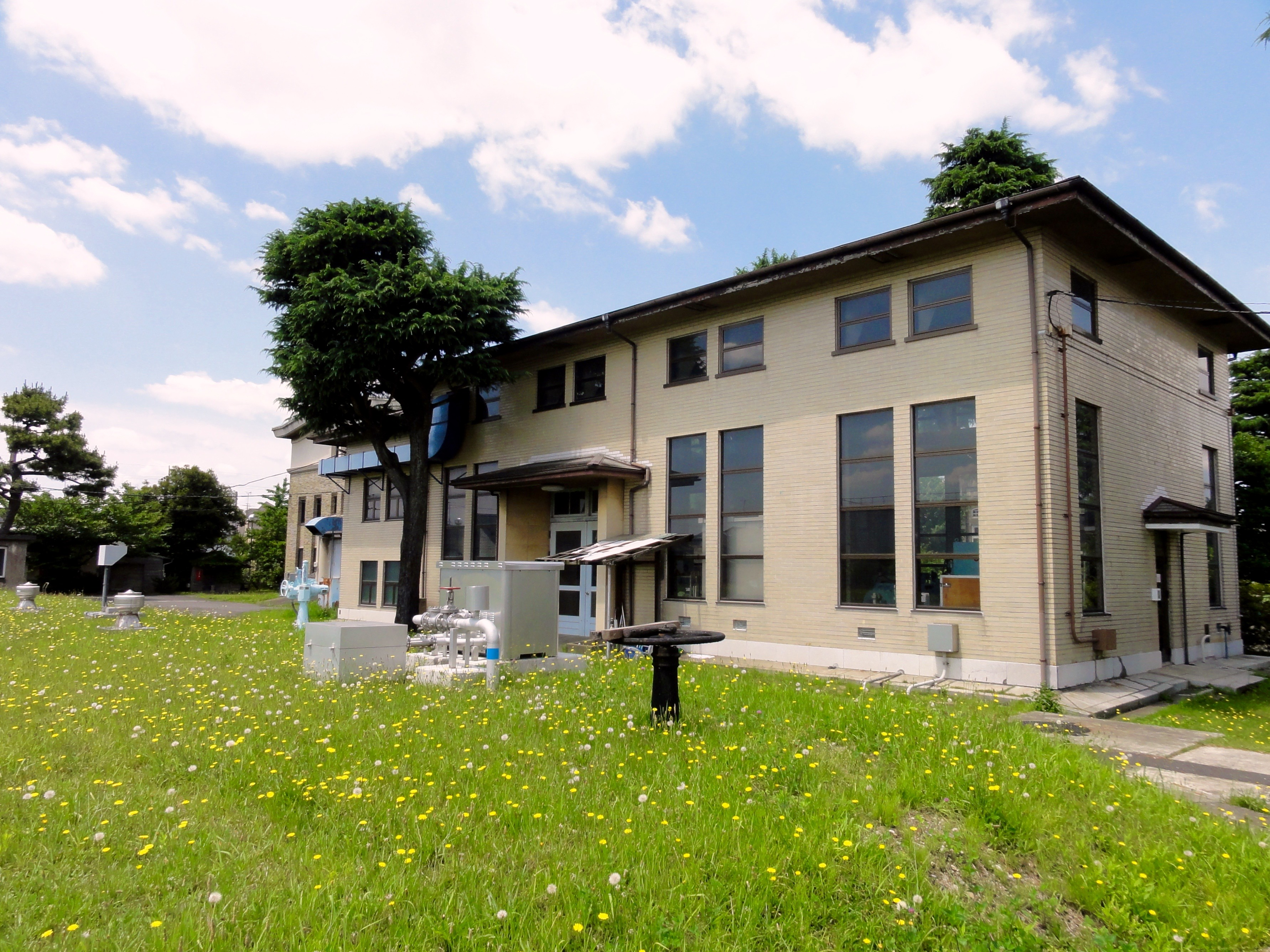
第二送水ポンプ室
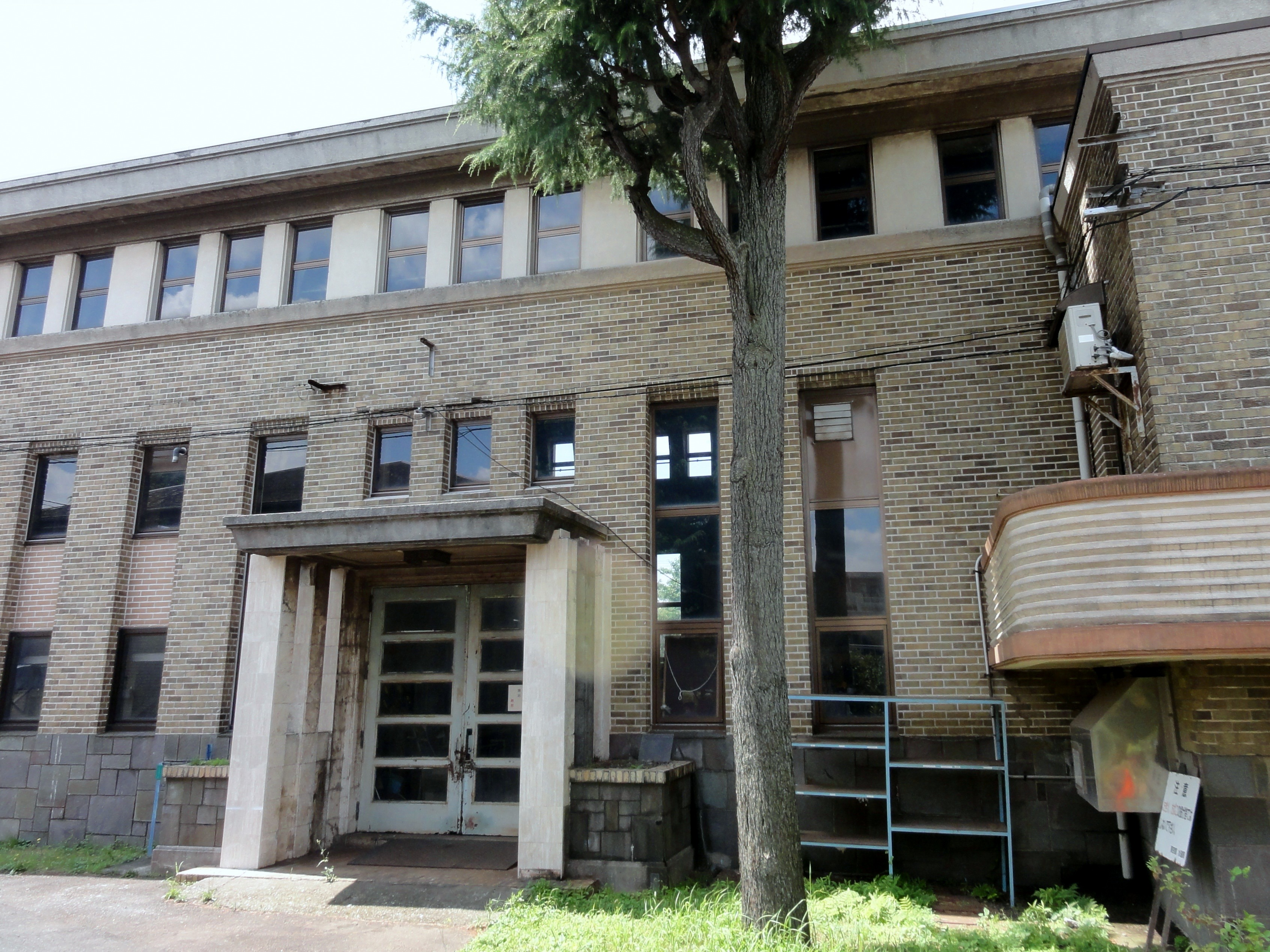
発電棟
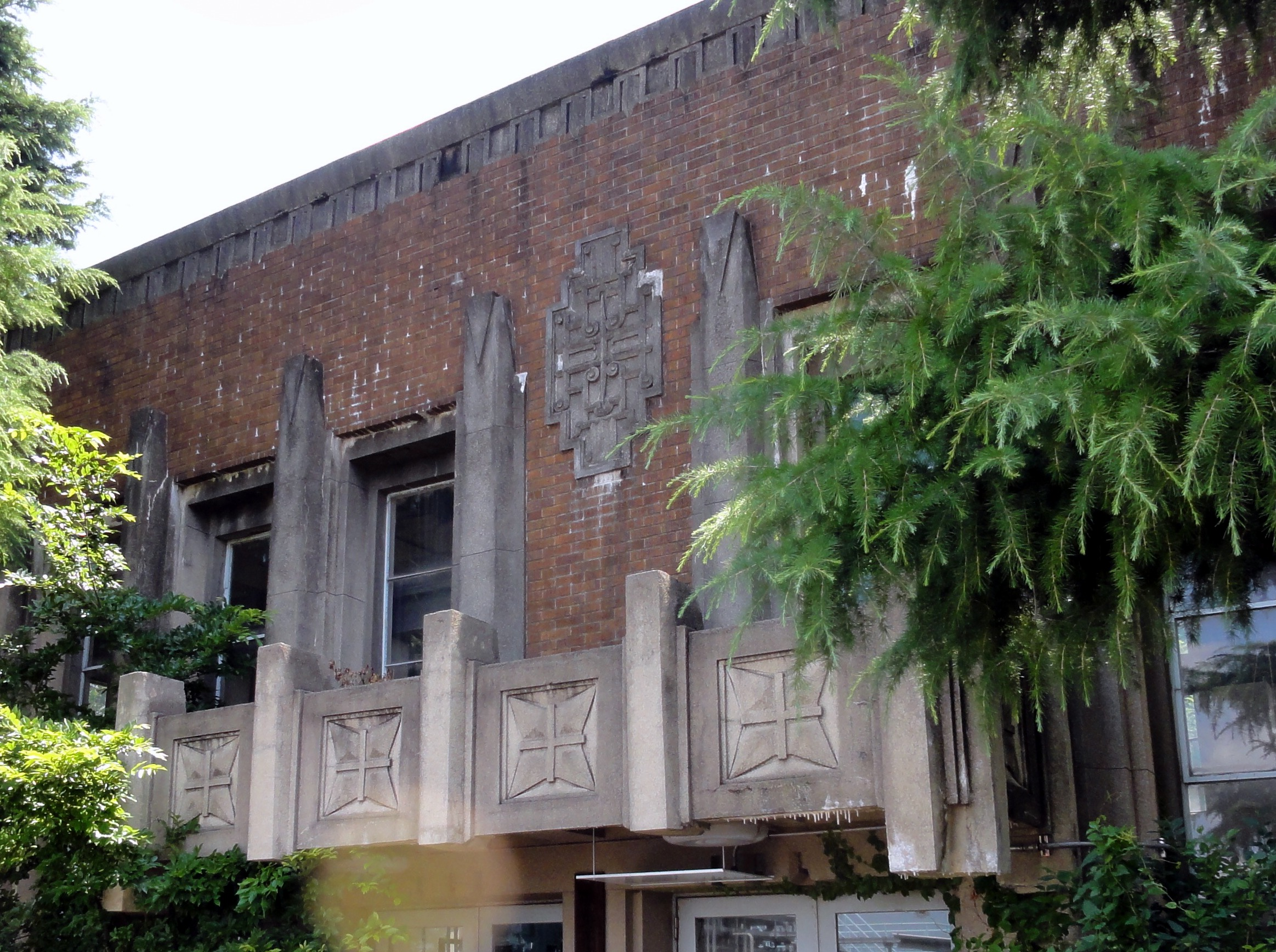
取水ポンプ所
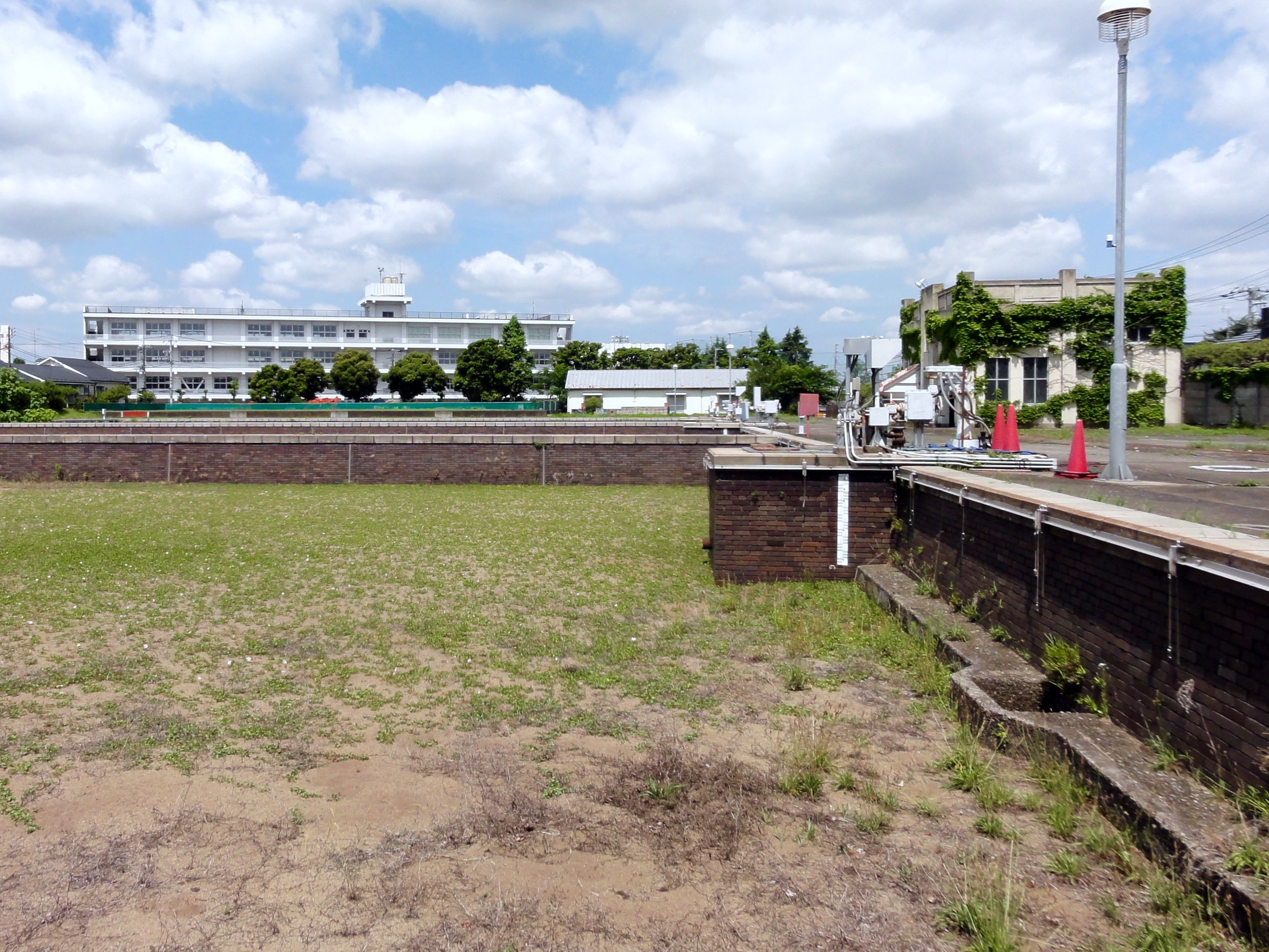
旧濾過池
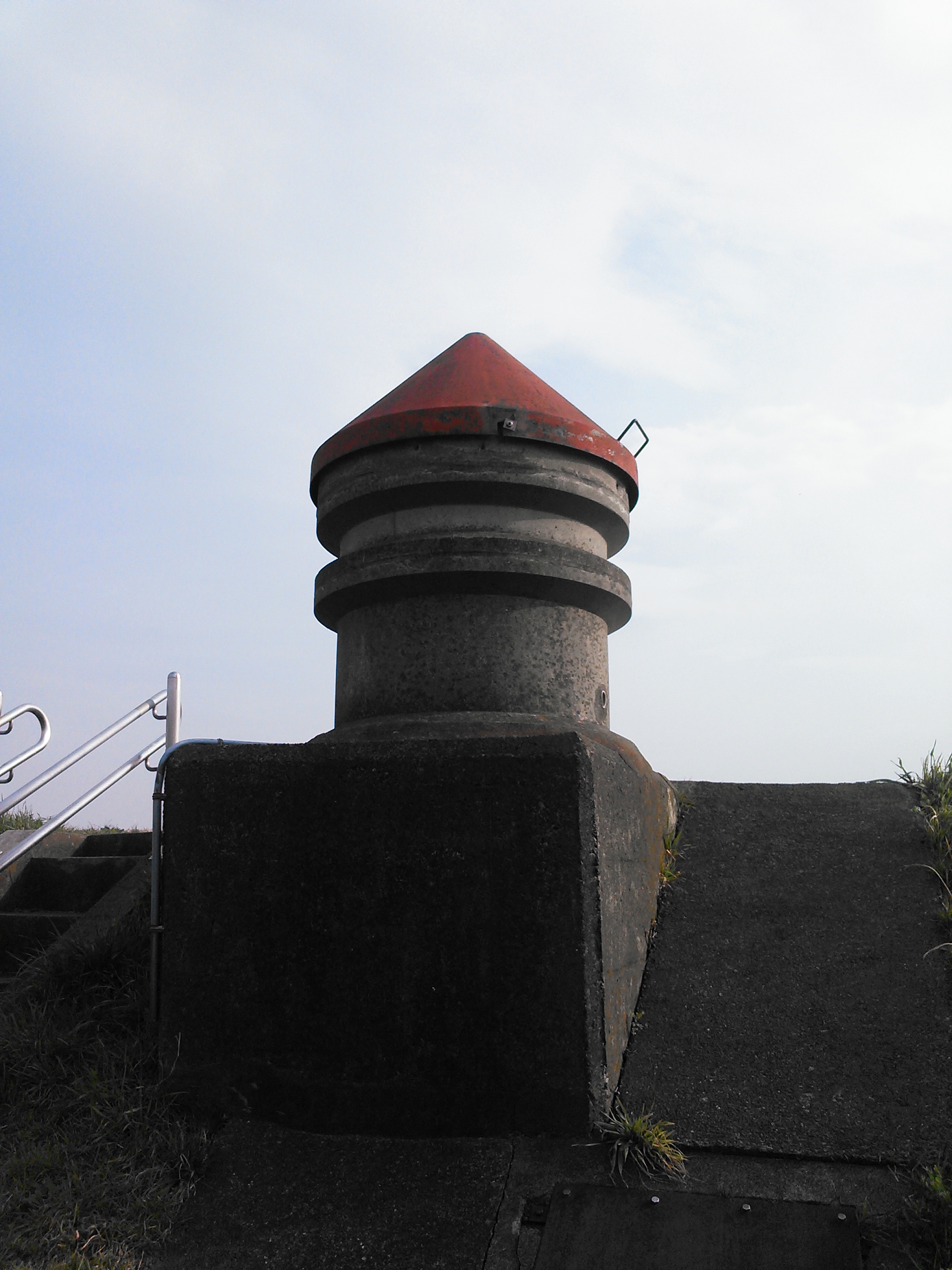
堤防上の取水管空気抜き